# Biblioteca Antillense Salesiana
La Biblioteca Antillense Salesiana (BAS) del latín Bibliotheca Antillensis Salesiana, fundada en Arroyo Naranjo, Cuba en el año 1957, es una institución privada sin fines de lucro, dirigida por los Salesianos de Don Bosco. Es una de las bibliotecas dominicanas especializadas en temas filosóficos con especial interés por la filosofía dominicana.
La BAS, tiene como objetivo principal fomentar el estudio filosófico, con especial atención al pensamiento dominicano, es por esto que es llamada Santuario del Pensamiento filosófico dominicano, por su esfuerzo constante por renovar y adquirir ejemplares que forman parte de la historia de la República Dominicana.

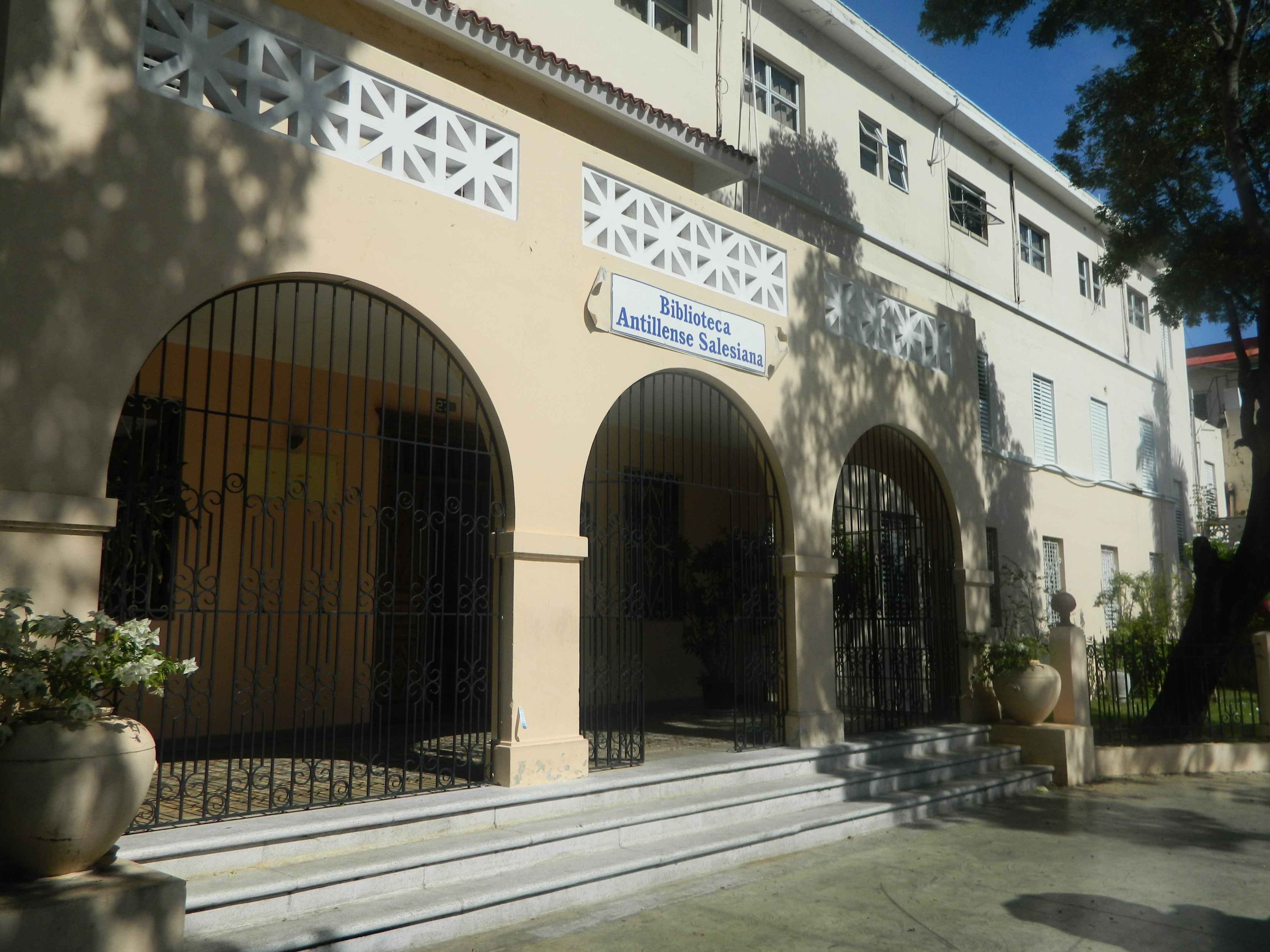
Parte frontal de la BAS

## Historia
La BAS, nace como biblioteca de un grupo de formandos salesianos. En su etapa de formación inicial tenía un pensum religioso, humanístico y filosófico.
Surge en Cuba, en 1957 en Arroyo Naranjo los primeros pasos se reducían a manuales de textos, suficientes para las asignaturas científicas, humanísticas y filosóficas y algunos de formación salesiana, incluidas las Memorias Biográficas de Don Bosco. El primer periodo denominado Época cubana solo duró hasta el año 1960, luego que muchos salieron exiliados rumbo a San Juan de Puerto Rico.Establecidos en Puerto Rico, inició el decenio puertorriqueño desde 1960 con la llegada de dos baúles con material imprescindible para continuar la enseñanza, hasta 1971. Establecidos en Aibonito, Puerto Rico los salesianos formadores P. Jesús Hernández (hoy actual director de la BAS), P. Demetrio Coello, P. Jorge Martí, P. José Luis Gómez entre otros establecieron un lugar fijo y unieron esfuerzos para destinar recursos explícitamente invertidos en libros. Ahí se inició la redacción de las primeras fichas que llegarán a ser 400,000 mil hoy.
En 1971, la BAS fue traslada a la República Dominicana estos primeros años de trece en constante cambio fueron la antesala al enfrentamiento entre la acción y la reflexión para aportar a la sociedad y a las masas juveniles material de estudio. A raíz del traslado a los locales del Instituto Técnico Salesiano (ITESA) de Santo Domingo se dispuso dividir los libros en dos categorías una parte de reserva y la otra la ampliación de títulos para brindar servicios públicos. La novedad de esta etapa fue la iniciativa del tema dominicano.
El año de 1984, representó una nueva etapa re-emprender la labor del libro en la BAS, se iniciaron los listados de libros dominicanos y desbordó la búsqueda de temas filosóficos, los depósitos se ubicaban en ITESA y en la Residencia de los Postnovicios Salesianos, pasaron de 15 mil a 45 mil unidades
En los años de 1992 al 1996 la BAS mantuvo un periodo de estancamiento que luego fue traducido en un espacio estable que diera vida a una biblioteca de mayor alcance y que respondiera a los retos de los estudiantes. Así es como en 1996, se trasladaron todos los ejemplares al Colegio Don Bosco (enlace roto disponible en Internet Archive; véase el historial, la primera versión y la última)., ofreciendo estanterías, salas de lectura y logrando enriquecer el acervo de libros con ejemplares internacionales. Llegando a mantener un ritmo constante hasta hoy de 1,000 títulos anuales enfocándose en el tema dominicano.
La Biblioteca recibió el premio "Brugal cree en su gente 2012” en el renglón Arte y Cultura.

## Orden y topografía

### Topografía del libro en la BAS
La Biblioteca cuenta con más de 400,000 fichas y con un registro digital que supera los 120,000 libros desde el año 2000.
1. Sala de Referencia: Catálogos, diccionarios y dnciclopedias, obras variadas de uso frecuente en filosofía, religión, lengua, tema dominicano.
2. Sala de reserva en cinco bloques: Serie alfabética de autores, serie en obras generales, colecciones y obras en varios volúmenes, obras preciosas, obras sin autor personal, revistas.
3. Sala dispersa, pasillo y otras salas: Religión, tema salesiano, literatura en castellano, tema antillano, artes.
4. Temas culturales de interés: Educación, política-economía, sociología, biografía e historia, crítica literaria.
5. Temas secundarios: Literatura en lenguas modernas, estudio de lenguas clásicas y modernas, cocina, comunicación, escolares, ciencias, deporte.

### Orden de la BAS
- Las Obras de autor individual, aparecen por orden alfabético.
- Sección de colecciones.
- Sección de instituciones, publicaciones, libros y folletos.
- Publicaciones del Estado Dominicano en sus tres poderes: ejecutivo, legislativo y judicial.
- Los organismos internacionales.
- Libros preciosos.
- Revistas encuadernadas.
- Revistas duplicadas

## Santuario del Pensamiento filosófico dominicano

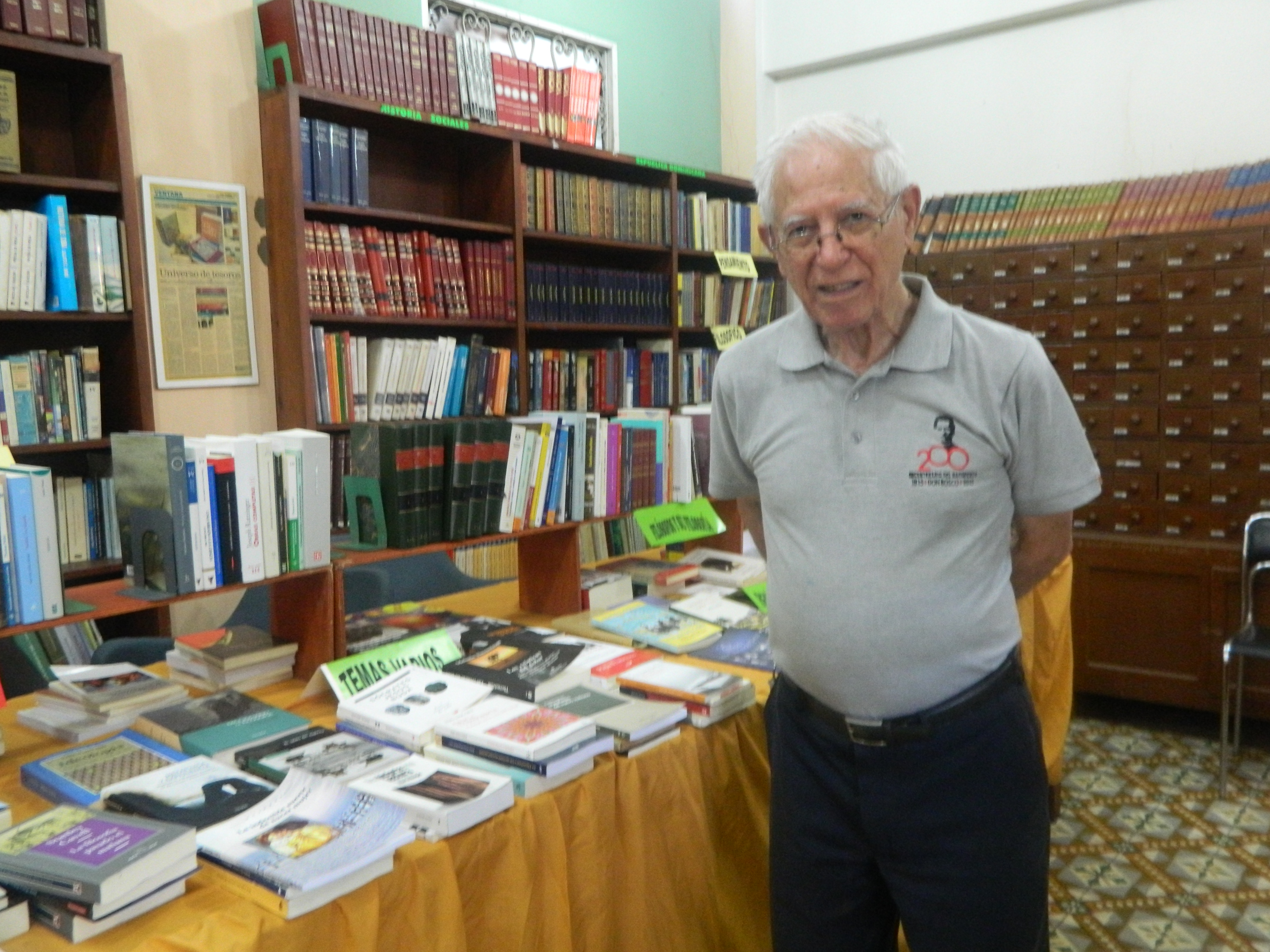
Director de la BAS en la exposición anual.

La BAS se ha acuñado el lema “Libro dominicano, en la BAS a la mano”, esto es reflejo de la preferencia comprometedora, consciente de su necesidad y de su dificultad, se trata de ofrecer lo más elevado de los intelectuales dominicanos de todos los tiempos. El santuario facilita la tarea de estudiar a los escritores menos recordados.
Ofreciendo la posibilidad de tratar personas abiertas al influjo de corrientes de pensamiento extranjeras. Vivencias epocales, presentadas vagamente por los historiadores o de experiencias aisladas poco relacionadas con los intelectuales. Ambientes sumergidos en un ambiente escasa cultura a quienes se les pide una identificación superior nacional. Mentalidades que sobresalen en algo, difícil de percibir, escondido e impreciso 
Este santuario, que continúa su expansión al pensamiento latinoamericano enriqueciéndose con la filosofía antillana caribeña, saca provecho del aporte histórico de autores que han hecho historia en el devenir de sus pueblos.
Aquí están a la mano autores prolíficos como Don Emilio Rodríguez Demorizi, Julio Jaime Julia, Juan Isidro Jiménez Grullón, Marcio Veloz Maggiolo, Joaquín Balaguer, Juan Bosh, entre muchos más. Son más de 15,000 los títulos del tema dominicano además de numerosas tesis de grado de innumerables generaciones de las universidades dominicanas.